# ریکاردو مارتیناگو
ریکاردو مارتیناگو (انگلیسی: Riccardo Martignago؛ زادهٔ ۶ اوت ۱۹۹۱) بازیکن فوتبال اهل ایتالیا است.
از باشگاه‌هایی که در آن بازی کرده‌است می‌توان به باشگاه فوتبال چیتادلا اشاره کرد.